# Revue des études anciennes
Die Revue des études anciennes (REA) ist eine 1899 in Frankreich gegründete, universitäre wissenschaftliche Zeitschrift für das Gebiet der klassischen Antike. Die ISSN lautet 0035-2004.

## Geschichte
Die Anfänge der Revue des études anciennes gehen auf das Jahr 1879 zurück, als Louis Liard und Auguste Couat von der Universität Bordeaux die Annales de la Faculté des Lettres de Bordeaux gründeten. Im Jahr 1885 traten mit den Universitäten Toulouse, Montpellier und Aix weitere Universitäten hinzu, um gemeinsam die Zeitschrift Revue des Universités du Midi, das heißt eine Zeitschrift der Universitäten Südfrankreichs zu etablieren. 1897 übernahm der Epigraphiker, Archäologe und Historiker Georges Radet (1859–1941) die Leitung der Revue, die zwei Jahre später im Jahr 1899 in zwei Publikationsorgane aufgeteilt wurde: die Revue des études anciennes und die Revue des Lettres françaises et étrangères – vereint unter den Annales de la Faculté des Lettres de Bordeaux et des Universités du Midi als gemeinsamem Verwaltungsorgan. Während die Revue des Lettres françaises et étrangères bereits im Jahr 1900 wieder eingestellt wurde, erscheint die Revue des études anciennes bis heute.
Georges Radet blieb bis 1940 Leiter der Zeitschrift. Im Jahr darauf wurde die Redaktion, bis dahin am Verlag Féret et Fils ansässig, an die Faculté des Lettres der Universität Bordeaux verlegt. Die Leitung für das Jahr 1941 übernahm William Seston. Von 1942 bis 1945 folgte ihm Pierre Boyancé. Ab 1947 wurde die Leitung institutionell dem Dekan der Faculté des Lettres übertragen, dem ein zunächst fünfköpfiges Redaktionskomitee zur Seite gestellt wurde. Leiter waren unter anderem Jean Audiat von 1947 bis 1970, Jacques Coupry bis 1977. Nach der Neustrukturierung der französischen Universitäten im Jahr 1968 wurde die Universität Bordeaux Montaigne für die Zeitschrift zuständig, seit 2009 liegt die Leitung bei Christophe Pébarthe.

## Themen und Auswahl
Schwerpunkt der Zeitschrift sind altertumswissenschaftliche Untersuchungen zur griechisch-römischen Antike. Die Beiträge widmen sich der Alten Geschichte, der Epigraphik und Archäologie, der Literatur und Philosophie der Antike. Die Möglichkeit zur Veröffentlichung steht Franzosen und Ausländern der entsprechenden Fachrichtungen offen. Die Redaktion versucht, ein ausgewogenes Verhältnis zwischen den Artikeln etablierter und junger, frisch promovierter Wissenschaftler zu schaffen. Die Artikel durchlaufen ein Peer-Review und werden erst nach entsprechenden Gutachten für die Publikation angenommen.
Der Rezensionen gewidmete Teil der Zeitschrift gliedert sich in drei Kategorien: 1. „Notes de lecture“ – kurze Vorstellungen von Neuerscheinungen; 2. „Comptes rendus“ – umfangreichere Übersichten zu Veröffentlichungen in einem Themenbereich; 3. „Lectures critiques“ – ausführliche Erörterungen zu einer oder mehreren Publikationen, die sich um einen Themenbereich gruppieren und selbst eigenständige Artikelqualität erreichen. Fördern möchte die Revue die wissenschaftliche Debattenkultur.